# لوسین (دهانه)
لوسین یک دهانه برخوردی در ماه‌ است.